# Фискальные марки Гибралтара

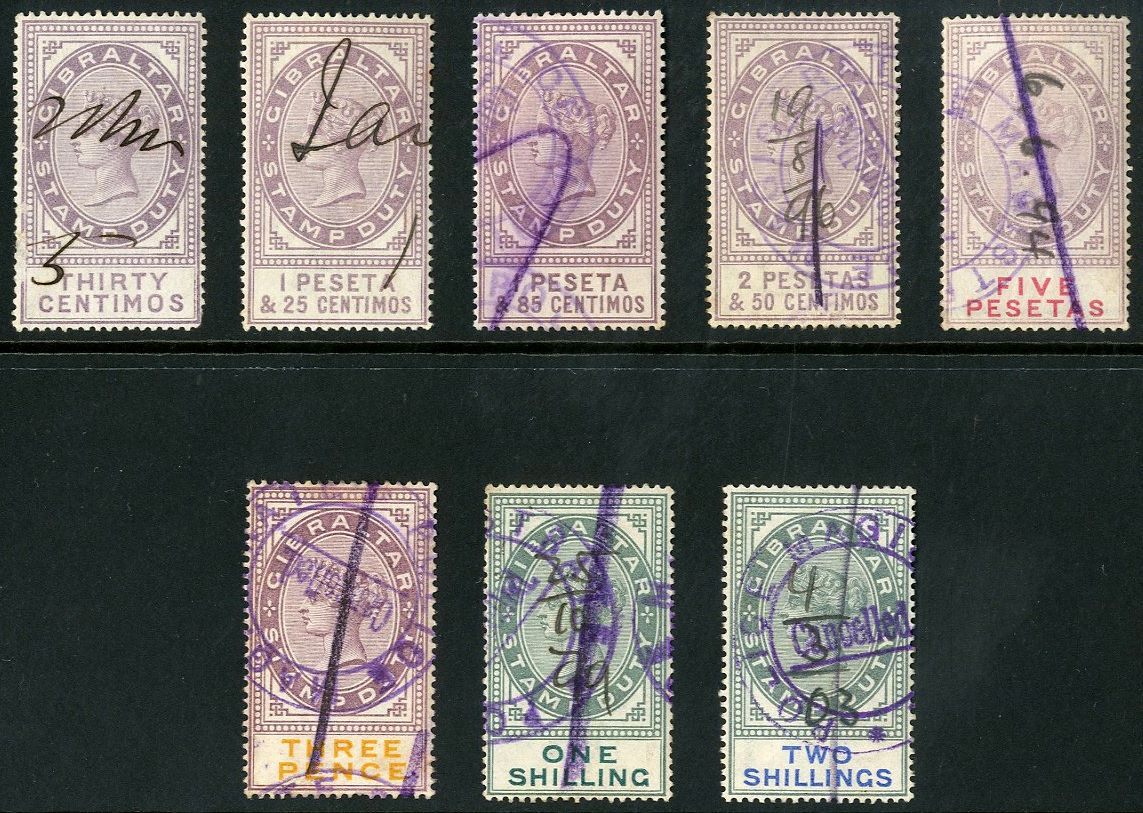
Подборка гербовых марок Гибралтара

Фискальные марки Гибралтара — находившиеся в обращении в британской колонии Гибралтар фискальные марки, выпускавшиеся с 1884 года по 1976 год.

## Гербовый сбор
На всех гербовых марках с надписью англ. «Stamp Duty» («Гербовый сбор») изображена королева Виктория. Были выпущены всего две серии, первая из которых вышла в 1884 году. Серия состояла из марок восьми номиналов от 30 сентимо до 30 песет. В 1898 году была выпущена вторая серия с таким же рисунком, но с номиналом в фунтах стерлингов. Эта серия включала марки семи номиналов от 1 пенни до 1 фунта стерлингов.
Впоследствии эти выпуски были заменены почтовыми и гербовыми марками двойного назначения. Фактически, выпуск номиналом 5 фунтов стерлингов 1925 года, хотя и был пригоден для почтового обращения, в основном предназначался только для фискальных целей.

## Социальное страхование
В 1971 году Гибралтар выпустил первые фискальные марки более чем за семь десятилетий. Это были марки с рисунком в виде цифр для социального страхования, при этом выпуск марок дополнительных номиналов продолжался до 1976 года. Известны марки не менее 28 различных номиналов, и все они были напечатаны либо компанией De La Rue, либо компанией Bradbury Wilkinson.